# Missas gregorianas
A prática das Missas Gregorianas é uma tradição antiga na qual se acredita que uma série contínua de trinta Missas libertaria a alma de uma pessoa falecida das punições do Purgatório.

## História
A história da prática da “Missa Trinta” remonta ao ano 590 d.C. no Mosteiro de Santo André em Roma, fundado por São Gregório Magno na villa da sua própria família por volta de 570. Hoje é conhecido como Mosteiro de São Gregório Magno. O relato do incidente que lhe deu origem é recontado pelo próprio São Gregório em seus Diálogos.
Após sua eleição como Papa em 590, um dos monges, chamado Justus, adoeceu. Então, ele admitiu a um amigo leigo, Copiosus, que havia escondido três moedas de ouro entre seus remédios anos antes, quando se professava monge. Ambos, na verdade, eram ex-médicos. E com certeza, os outros monges encontraram o ouro quando procuravam o medicamento para Justus.
O fundador e ex-abade do mosteiro, agora Papa Gregório, sabendo desse escandaloso pecado contra a Regra monástica, chamou o novo Abade de seu amado mosteiro, e ordenou a pena de confinamento solitário para Justus, embora ele estivesse morrendo, e ordenou que seu enterro não fosse no cemitério, mas no depósito de lixo. Copiosus contou a seu desgraçado amigo desta decisão. Além disso, a comunidade deveria recitar sobre sua terrível sepultura as palavras de São Pedro a Simão, o Mago: “Que o teu dinheiro pereça contigo” (Atos 8,20).
O resultado desejado pelo Papa foi alcançado: Justus fez um sério arrependimento e todos os monges um sério exame de consciência. Justus morreu então, mas o assunto não morreu, pois trinta dias depois o papa Gregório voltou ao mosteiro preocupado com Justus, que agora estaria sofrendo a severa punição temporal do fogo do purgatório por seus pecados. “Devemos”, disse Gregório ao Abade, “vir por caridade em seu auxílio e, tanto quanto possível, ajudá-lo a escapar deste castigo. Vá e organize trinta missas para sua alma, de modo que por trinta dias consecutivos a Vítima Salvadora seja imolada por ele sem falta”. E assim foi feito.
Alguns dias depois, o falecido monge Justus apareceu em uma visão a seu amigo Copiosus e disse: “Acabo de receber o perdão da Comunhão e a libertação do purgatório por causa das missas rezadas por mim”. Os monges fizeram um cálculo e notaram que haviam se passado exatamente trinta dias desde o início das trinta missas por Justus. Eles compartilharam este grande consolo um com o outro, com seu Abade e com o Papa Gregório. O Papa incluiu um relato completo desse episódio.

## Altar privilegiado
Quando a prática começou, limitava-se apenas aos serviços religiosos realizados no altar-mor do Mosteiro de Santo André, em Roma, onde acontecia. Com o passar do tempo, esse "privilégio" foi estendido a alguns outros altares da cidade de Roma.

Eventualmente, essa prática tornou-se comum nos mosteiros. Um monge da grande Abadia de Cluny no século XI atestou que tais missas eram celebradas diariamente naquele período, com exceção dos principais dias de festa do ano, como a Páscoa. Na era moderna, a prática foi autorizada para todas as igrejas em todo o mundo.